# Campeonato Riobranquense de Futebol
O Campeonato Riobranquense de Futebol era a competição organizada pela Federação Riobranquense de Desportos para disputa do título estadual de clubes de futebol de Território Federal do Rio Branco.

## O Futebol em Rio Branco
Quando a capital Boa Vista ainda era chamada de Vila de Boa Vista, em 24 de Julho de 1920 foi fundado o 1º clube esportivo de que se tem notícias na localidade, o Rio Branco Sport Club. Naquele período ainda surgiram outros três clubes: Club Negro, Boa Vista Sport Club e Uraricoera Football Club. Foram então organizados torneios de cunho citadino, como na maioria das capitais. É possivel que já em 1920 tenha sido organizado o 1º campeonato boavistense. Em 1924 já havia um campo de futebol com estruturas de estádio da época, existindo uma cerca de isolamento, barracão onde a sociedade acompanhava os jogos, mastros para as bandeiras do Brasil e das equipes que realizavam o jogo, e o público que prestigiava a competição.
Em 1948 foi fundada a primeira entidade gestora do esporte no então território de Rio Branco, a Federação Riobranquense de Desportos, que logo promoveu competições entre os novos clubes que iam surgindo. Naquele ano, em entrevista a um jornal maranhense Diário de São Luiz, o então governador Clóvis Nova da Costa mencionou a existência de três clubes organizados: o Roraima, o Rio Branco e o Baré. No ano seguinte o campeonato ganhou a participação do Amazônia Em 1950 a FRD filiou-se à Confederação Brasileira de Desportos (CBD), colocando Roraima no mapa nacional do futebol, passando a disputar o Campeonato Brasileiro de Seleções. Em 1951 mais um clube, o  Operário. Em 1952 o campeonato voltou a ter apenas 3 clubes, com o licenciamento do Roraima e do Amazônia.

## Edições

### Campeonato de Boa Vista
Antes da emancipação do Território Federal do Rio Branco, a cidade de Boa Vista era chamada de Boa Vista do Rio Branco e pertencia ao estado do Amazonas. Por volta de 1924 ou 1925 teria sido realizado o primeiro campeonato citadino neste município, vencido pelo Rio Branco. A seguir, em 1925 ou 1926, o campeão foi o Club Negro. Outro campeão conhecido do período é o Caxias, vencedor em 1937.

### O Estadual
Com a o desmembramento e emancipação da região em 1943, criou-se o Território Federal do Rio Branco, com isso criou-se também a Federação Riobranquense de Desportos, que passou a organizar o campeonato estadual. Em 1962, quando o então território mudou de nome, naturalmente a entidade de esportes também atualizou o seu, passando a se chamar Federação Roraimense de Desportos. Em 1972 o futebol saiu do quadro da FRD, e passou a ter autonomia com a fundação da Federação Roraimense de Futebol.
 Conquistou o título de forma invicta.

## Títulos

### Por clube
| Clube            | Campeão | Anos do Títulos                          | Vice | Anos do Vice |
| ---------------- | ------- | ---------------------------------------- | ---- | ------------ |
| Baré             | 7       | 1950, 1953, 1954, 1955, 1956, 1960, 1961 | 1    | 1952         |
| Atlético Roraima | 4       | 1946, 1948, 1949, 1951                   | 2    | 1953, 1961   |

## Maiores Goleadas
| Data                   | Mandante | Placar | Visitante | Estádio      |
| ---------------------- | -------- | ------ | --------- | ------------ |
| 20 de agosto de 1953   | Roraima  | 12 - 0 | Operário  | João Mineiro |
| 20 de setembro de 1953 | Baré     | 8 - 1  | Operário  | João Mineiro |